# わ

En la escritura japonesa, los caracteres silábicos (o, con más propiedad, moraicos) わ (hiragana) y ワ (katakana) ocupan el 44.º lugar en el sistema moderno de ordenación alfabética gojūon (五十音), entre ろ y ゐ; y el 13.º en el poema iroha, entre を y か. En la tabla a la derecha, que sigue el orden gojūon (por columnas, y de derecha a izquierda), se encuentra en la décima columna (a la que da nombre, わ行, "columna WA") y la primera fila (あ段, "fila A").
Tanto わ como ワ provienen del kanji 和.
El carácter de menor tamaño, ゎ, sirve para formar las sílabas kwa (かゎ), gwa (がゎ), que históricamente pasaron a ka (か), ga (が).

## Romanización
Según los sistemas de romanización Hepburn, Kunrei-shiki y Nihon-shiki, わ, ワ se romanizan como "wa".

## Escritura
| Escritura de わ | Escritura de ワ |

El carácter わ se escribe con dos trazos:
1. Trazo vertical en la parte izquierda del carácter.
2. Trazo compuesto por una línea horizontal muy corta en la parte superior izquierda del carácter, una línea diagonal muy inclinada hacia abajo a la izquierda y una gran curva que se asemeja a un arco de circunferencia de unos 300° en el sentido de las agujas del reloj. Es similar a ね y れ, diferenciándose en el final del segundo trazo.

El carácter ワ se escribe con uno o dos trazos:
1. Trazo vertical.
2. Trazo compuesto por una línea horizontal, que empieza en la parte superior del primer trazo, y una curva que va hacia abajo a la izquierda, parecido al carácter フ.

## Otras representaciones
- Sistema Braille:

| －－ ●－ |

- Alfabeto fonético: 「わらびのワ」 ("el wa de warabi", donde warabi significa helecho)
- Código Morse: －・－

- Datos: Q40809
- Multimedia: わ / Q40809